# Rohynzi (Romny)
Rohynzi (ukrainisch Рогинці; russisch Рогинцы Roginzy) ist ein Dorf im Westen der ukrainischen Oblast Sumy mit etwa 1300 Einwohnern (2004).

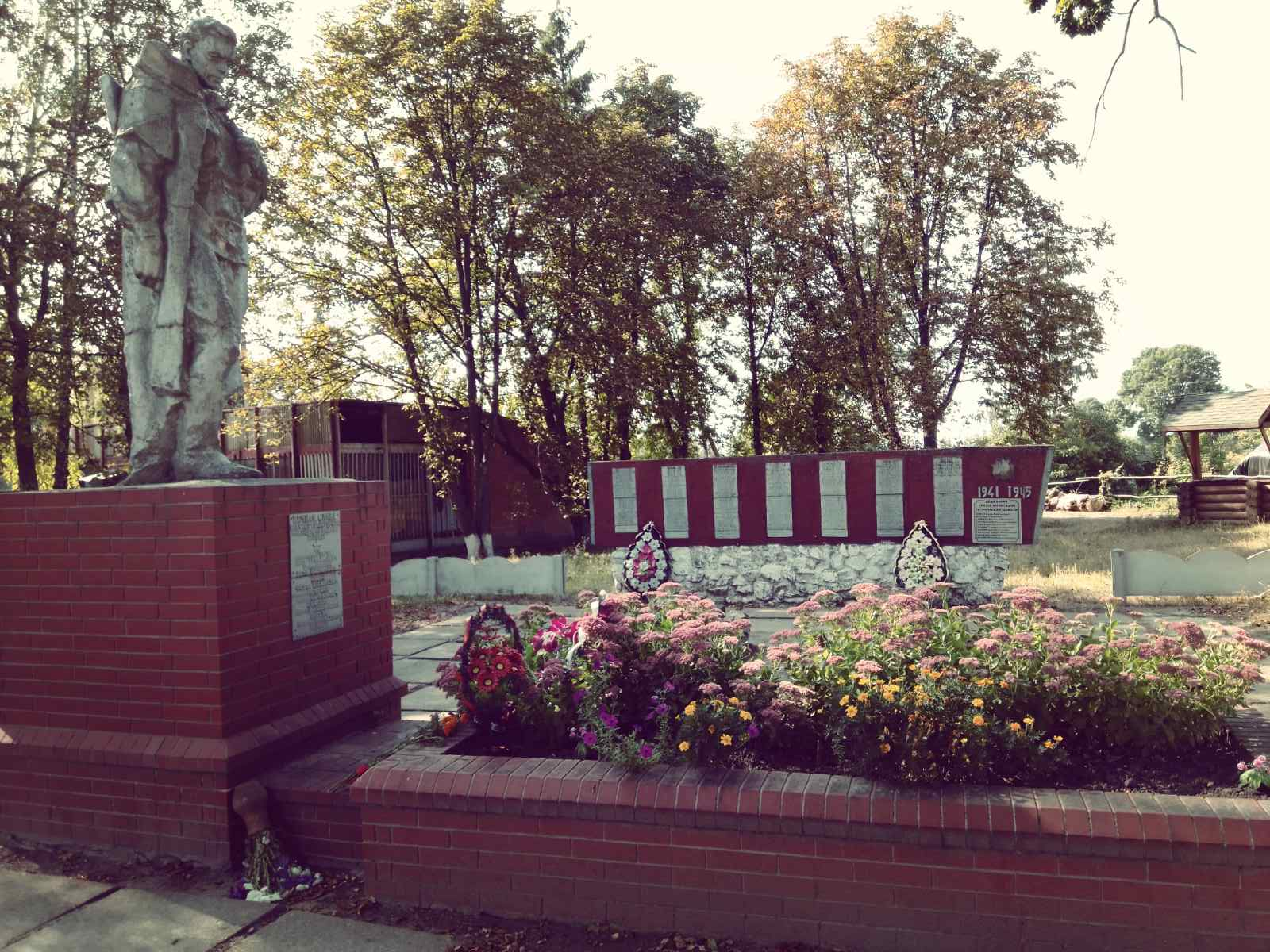
Denkmal im Ort

Rohynzi liegt im Norden des Rajon Romny am linken Ufer des Romen, einem 111 km langer Nebenfluss der Sula.
Das Rajonzentrum Romny liegt 20 km südöstlich und das Oblastzentrum Sumy 123 km östlich vom Dorf.
Am 12. Juni 2020 wurde das Dorf ein Teil der neugegründeten Stadtgemeinde Romny, bis dahin bildete es zusammen mit den Dörfern Awramenkowe (Авраменкове) und Wedmesche (Ведмеже) die gleichnamige Landratsgemeinde Rohynzi (Рогинська сільська рада/Rohynska silska rada) im Norden des Rajons Romny.